# Perizoma pronunciata
Perizoma pronunciata är en fjärilsart som beskrevs av Franz Dannehl 1925. Perizoma pronunciata ingår i släktet Perizoma och familjen mätare. Inga underarter finns listade i Catalogue of Life.